# Parque Valea Trandafirilor

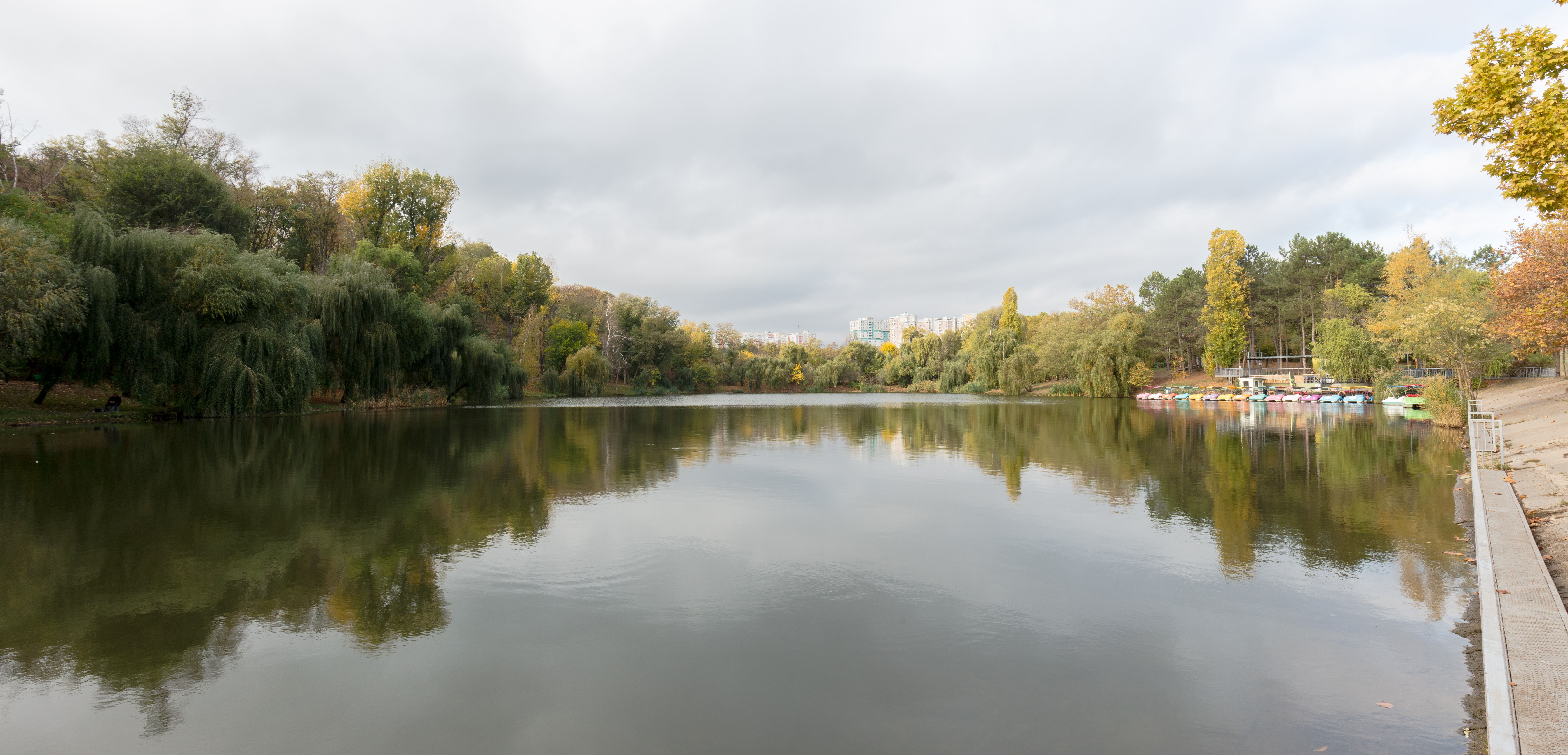
Vista de un lago en el parque.

Parque Valea Trandafirilor de Chișinău (en rumano: Valea Trandafirilor) es un parque urbano que incluye los restos de un antiguo santuario eslavo. Está situado en la ciudad de Chișinău, capital de Moldavia.

## Actualidad
En la década de 1950 se plantaron plantaciones de rosas en el Valle de las Rosas. A finales de la década de 1960, el parque vio algunas mejoras. Se introdujeron nuevos carriles, presas de hormigón fueron construidas y lagos fueron liberados de limo.
Ahora la parte central del parque está decorada con varios lagos de nueve hectáreas. Crecen unas 50 variedades de árboles y arbustos. Hay un escenario con una capacidad de 1000 espectadores, un pequeño parque de atracciones con una noria y los restaurantes Doina (destruido), Cetatea Veche ("La fortaleza vieja") y Curtea Vînătorească ("La corte de los cazadores"). Los restos de varios ídolos de piedra se conservaron y restauraron en la década de 1970 en forma de estatuas decorativas. También se conservaron las escaleras que conducían a los altares y la fundación de una antigua construcción cerca de uno de los lagos —actualmente parte del restaurante Cetatea Veche.